# 監察軍 (ロボテック)
監察軍 (ロボテック) とは、1985年3月4日  より、アメリカ合衆国 や 南米諸国連合　( UNASUR ) , さらには フランスほかの国々で放送された SFロボットアニメで、竜の子プロダクション製作の『超時空要塞マクロス』・『超時空騎団サザンクロス」 ・『機甲創世記モスピーダ』　　の3作品をハーモニーゴールド USA 社（Harmony Gold USA）がライセンス取得、同一世界の異なる時代と世代を描いた、連続する一つの大河シリーズとして翻案、再編集された作品『ロボテック』（英語：Robotech）に登場する架空の軍隊である。

## 「狭義の定義による監察軍」とその由来
超時空要塞マクロス では放映短縮の影響（その後の通称「戦後編」放映延長では物語構成の変更のため、登場復活は取りやめ）で第30話「ビバ・マリア」遺棄戦闘艦（ASS-1 / SDF-1の復元想像図と照らし合わせても構造が一致せず、別系統の艦級とみられる。 ）のみの登場であった。
『ロボテック 』では、プロトカルチャー の生き残りで、『超時空騎団サザンクロス』の敵勢力である 衛星・「ティロル」を母星とするゾル人（ ティロル人 , Tirolian ) がこれに相当し、SDF-1 マクロス 超時空要塞艦 も彼らの開発・建造したものとされている。
またロボテック  （Robotech） 版に於いては、ゾル人 の植民地である 星間連邦 「シ・ヴォニアン連邦」 ( "Ci' Vonian"  Steller Federation)  に投入されたゼントラーディ分遣艦隊の「文化汚染」から星間帝国軍の規律を回復、つまり「監察」する為に緊急展開されたことが由来とされている。

## 後の時代の転用
上記の本来の意味での監察軍は、10万年単位の長い年月の経過により、ゼントラーディの艦隊群の統制が失われ、分裂することにより失われた。
後の時代になり、超古代星間文明人 プロトカルチャーの末裔である衛星・ティロル (Tirol) の主要国家 テイレシア（Tiresia）の科学者; ゾア・デリルダ ( Zor Derelda )が、自ら発明したプロトカルチャーやゼントラーディを利用したロボテックマスターズの帝国主義を見兼ねて当時の支配達に対し反逆。
唯一のプロトカルチャー・マトリクスを奪い、「シアン・マクロス級・超時空要塞」のネームシップである一番艦「マクロス」（後の 「SDF-1 マクロス」) とゾア自身を警護するゼントラーディ兵による親衛隊  を引き連れて逃亡した際のゼントラーディのゾア親衛隊艦隊 〔 通称：　ゾアの弟子たち 〕 を、後世になって先の時代の故事にならい、今度は新秩序回復の意味合いを込めて監察軍の別名でも呼称するようになった。
これが、広義の意味での“監察軍”である。